# (1606) Jekhovsky
(1606) Jekhovsky es un asteroide que forma parte del cinturón de asteroides y fue descubierto por Louis Boyer el 14 de septiembre de 1950 desde el observatorio de Argel-Bouzaréah, Argelia.

## Designación y nombre
Jekhovsky se designó al principio como 1950 RH.
Más adelante fue nombrado en honor del astrónomo francés de origen ruso Benjamin Jekhowsky (1881-1975).

## Características orbitales
Jekhovsky orbita a una distancia media de 2,69 ua del Sol, pudiendo alejarse hasta 3,543 ua. Tiene una excentricidad de 0,3173 y una inclinación orbital de 7,712°. Emplea 1611 días en completar una órbita alrededor del Sol.